# ۳۱۱ ساوت واکر درایو
۳۱۱ ساوت واکر درایو، (به انگلیسی: 311 South Wacker Drive) آسمان‌خراش ۶۵ طبقه به ارتفاع ۲۵۶ متر، با کاربری اداری-تجاری است، که در شهر شیکاگو، ایلینوی مستقر می‌باشد. پروژه ساخت این ساختمان در سال ۱۹۸۸ با طراحی دو شرکت کون پدرسون فاکس و اچ‌ک‌اس اینک. آغاز شد و در سال ۱۹۹۰ تکمیل و افتتاح گردید.

## نگارخانه

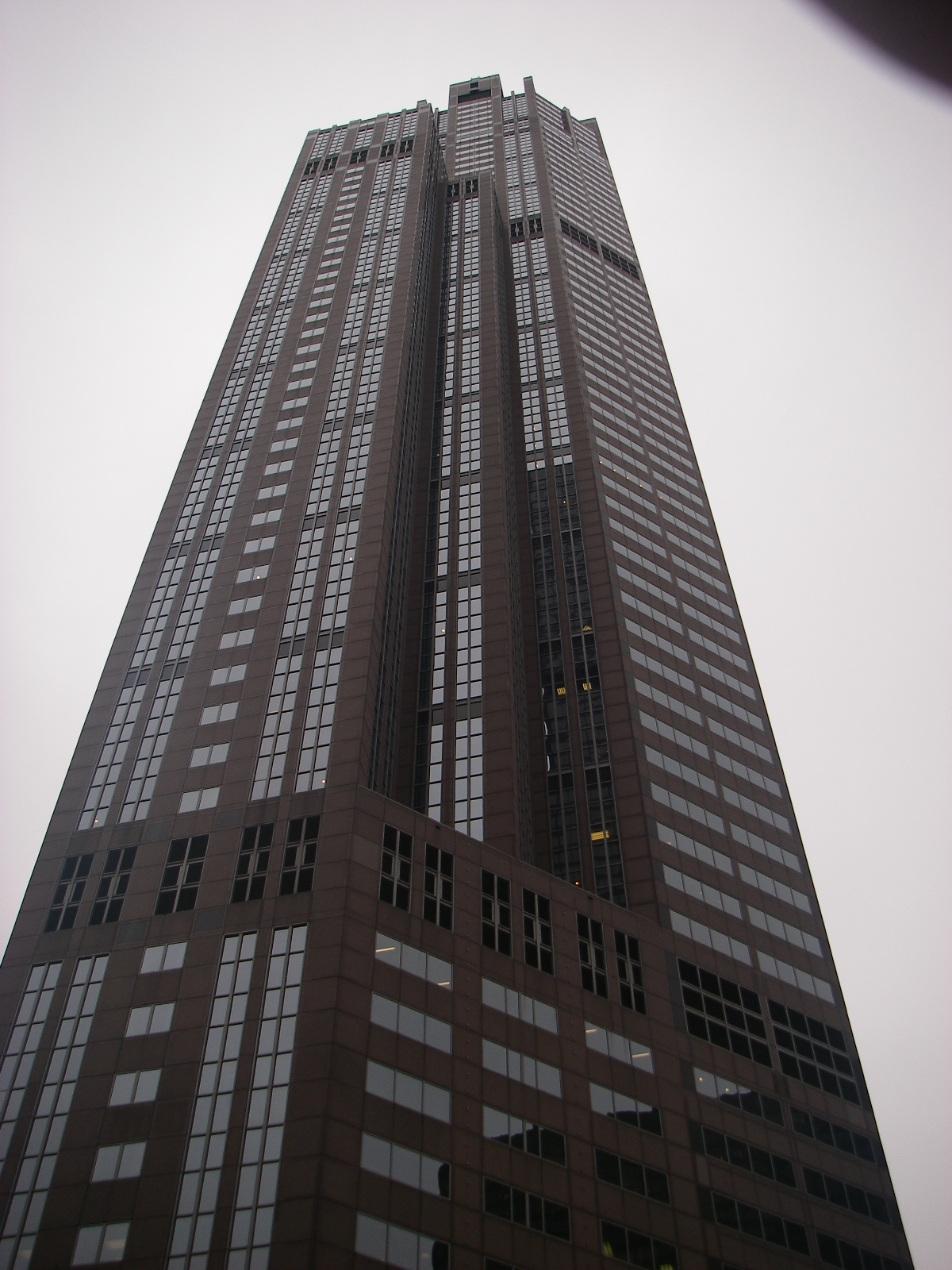
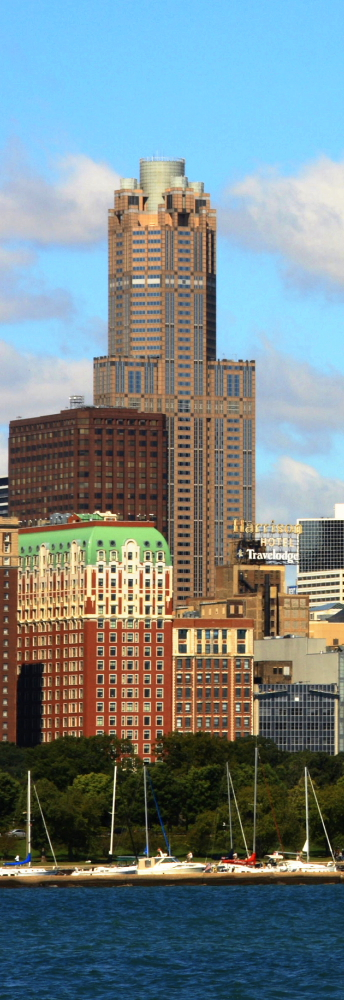
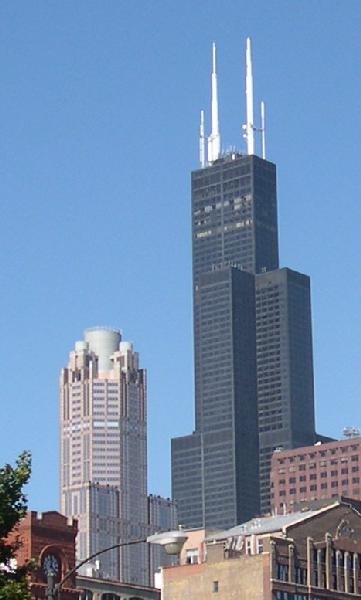
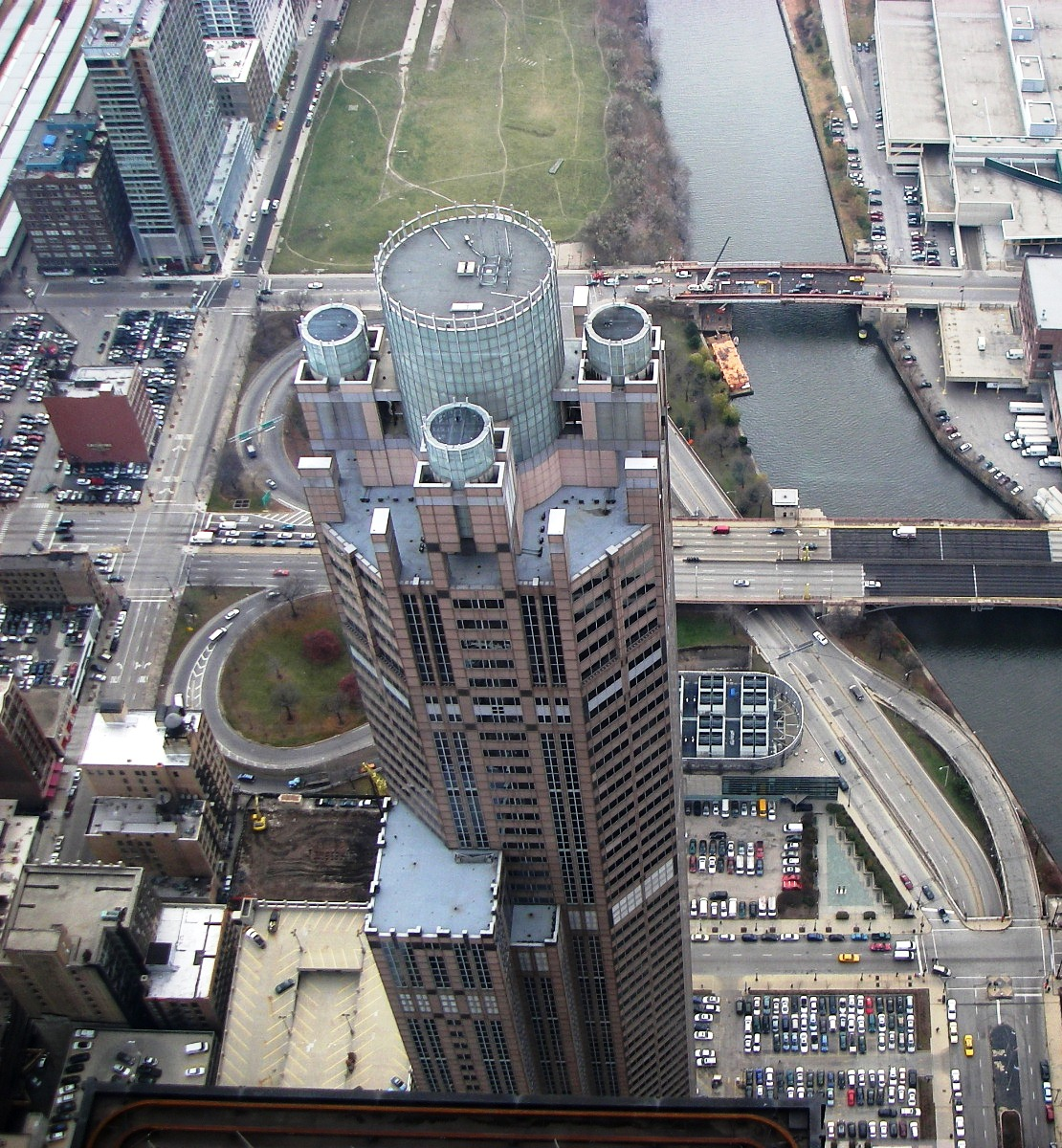